# D'Artagnan (schip, 2005)
D'Artagnan is een snijkopzuiger van het Belgische baggerbedrijf DEME.

## Beschrijving
D'Artagnan was bij zijn tewaterlating de krachtigste zeegaande en zelfstandig voortgedreven snijkopzuigers ter wereld met een vermogen van 28.200 kW. De baggerinstallatie is ontworpen voor een maximale baggerdiepte van 35 meter. D’Artagnan is uitgerust met twee baggerpompen aan boord en één onderwater-baggerpomp op de cutterladder. De baggerspecie wordt via de persleiding met een diameter van 1 m naar de wal gepompt. De specie kan ook in naastzij afgemeerde bakken worden geladen dankzij een zeer modern bakkenlaad- en verhaalsysteem. Het paalwagensysteem is naar een nieuw ontwerp door IHC gebouwd. Het bevat diverse buffersystemen, resulterend in een vergrote inzetbaarheid onder minder gunstige weersomstandigheden. Het schip is uitgerust met twee voortstuwingsschroeven (6000 kW elk) waarmee een snelheid van 12,5 knopen wordt bereikt, er zijn 2 baggerpompen aan boord met elk een vermogen van 6000 kW. De accommodatie van het schip biedt plaats aan 43 personen.

## Bouwgeschiedenis
In december 2003 tekende S.D.I (Société de Dragage International), onderdeel van de DEME-groep, en IHC Holland Dredgers BV, onderdeel van IHC Merwede, het contract voor het ontwerp en de oplevering van het schip waarna de kiel werd gelegd in medio 2004. Op 22 april 2005 werd het schip te water gelaten en 28 september 2005 werd het schip gedoopt tot 'D'Artagnan'.

## Belangrijkste werken
Hieronder enkele van de projecten die de D'Artagnan hielp te verwezenlijken:
- De uitbouw van het schiereiland Jamal in Siberië (2015).
- Uitbreiding Suezkanaal (2014-2015).
- Verbreden en uitdiepen toegang Panamakanaal.
- ‘New Port Project’ in Doha (Qatar).
- Het uitdiepen van de haven in Mariel (Cuba).
- "Abu Qir project" in Alexandrië (Egypte).
- Het baggeren van een trench voor een kerncentrale in Akkuyu (Turkije).